# Stare Szkoty
Stare Szkoty (dawniej: Szotland Stary, kaszb. Stôri Szotland, niem. Alt Schottland) – obszar historyczny w Gdańsku, leżący pomiędzy osiedlem administracyjnym Orunia-Św. Wojciech-Lipce i dzielnicą Chełm.
Wieś biskupstwa włocławskiego w województwie pomorskim w II połowie XVI wieku.

## Nazwa
Dawne nazwy: Zotlandia (XVII wiek), Czotland (XVII wiek), Altschottland (1772, 1814), Szotland (XVIII/XIX wiek), Danzig - Altschotland (1906).
28 marca 1949 r. ustalono urzędową polską nazwę miejscowości – Stare Szkoty, określając drugi przypadek jako Starych Szkotów, a przymiotnik – staroszkocki.

## Położenie
Stare Szkoty są położone na zboczu wzgórz Chełmu. Teren opada w stronę wschodnią, aż do linii kolejowej numer 9, która jest wschodnią granicą tego obszaru. Od południa Stare Szkoty są ograniczone piaszczystą skarpą.
W granicach Oruni-Św. Wojciecha-Lipiec znajduje się południowa i wschodnia część obszaru a w granicach Chełmu tylko północno-zachodni kraniec, dokładniej rejon ogrodów działkowych przy ulicy Kolonia Anielinki.

### Sąsiednie podjednostki
- od północy: Zaroślak
- od zachodu: Chełm
- od wschodu: Orunia
- od południa Oruńskie Przedmieście

Południowy teren Starych Szkotów i część Oruńskiego Przedmieścia nazywane były Chmielnikami.

## Historia

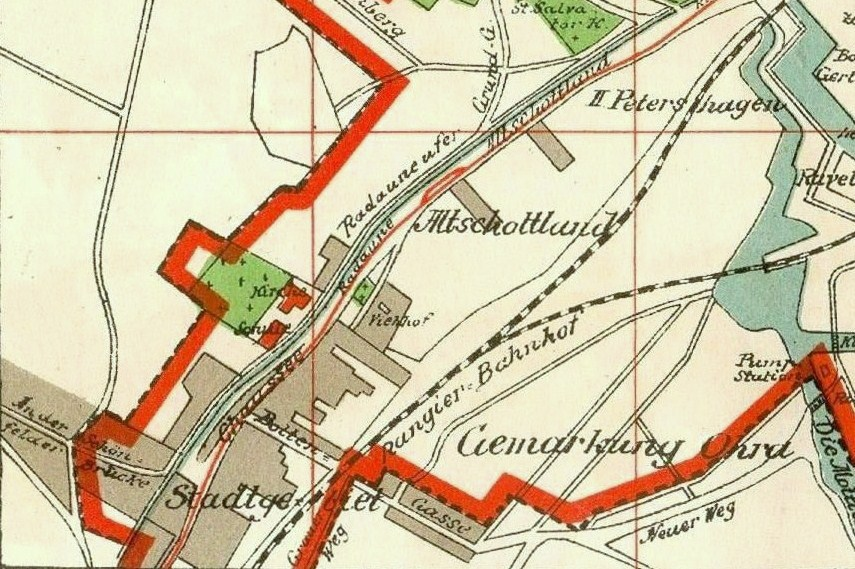
Stare Szkoty na planie z 1912

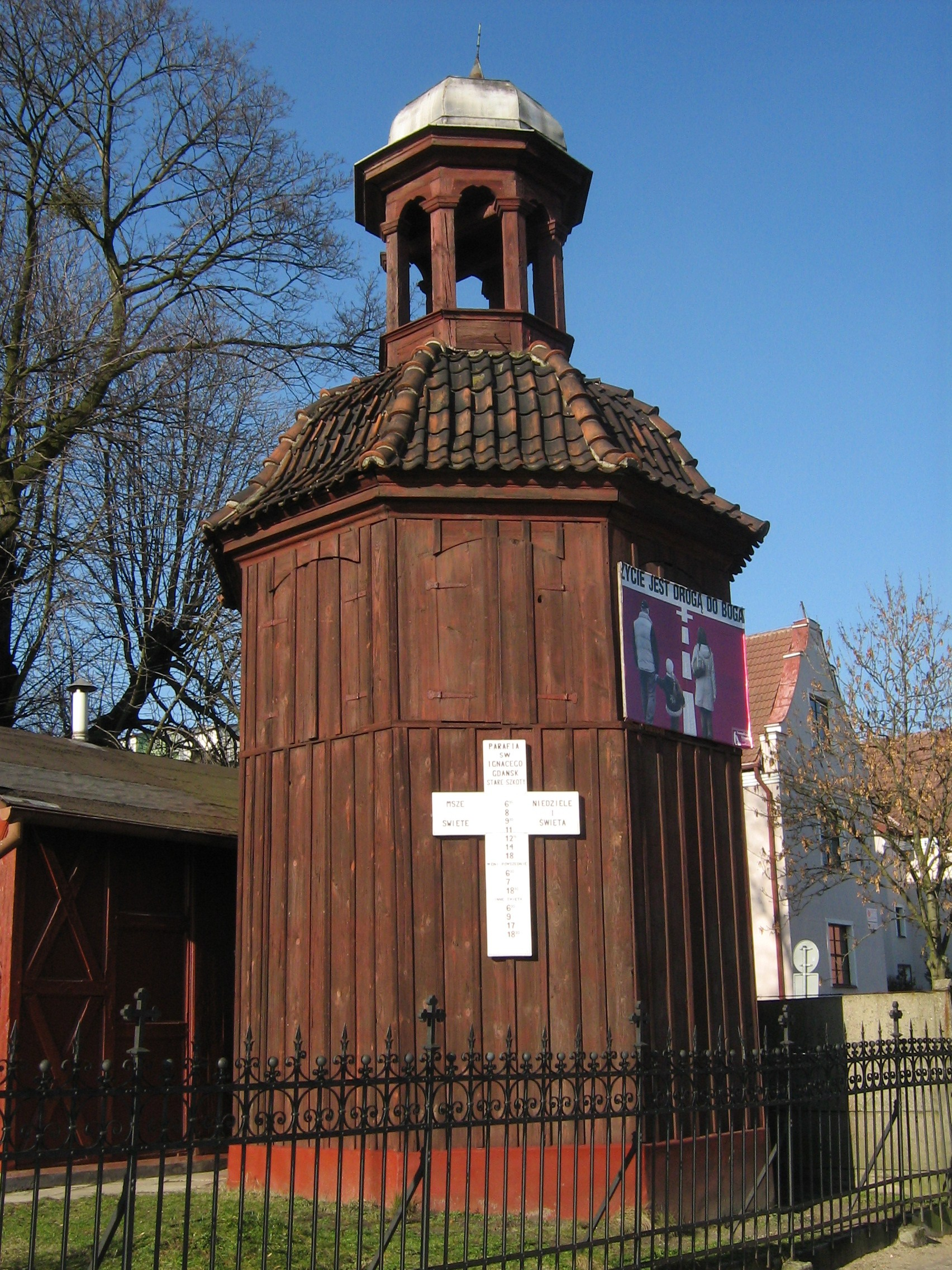
Zabytkowa dzwonnica z 1777 przy kościele św. Ignacego

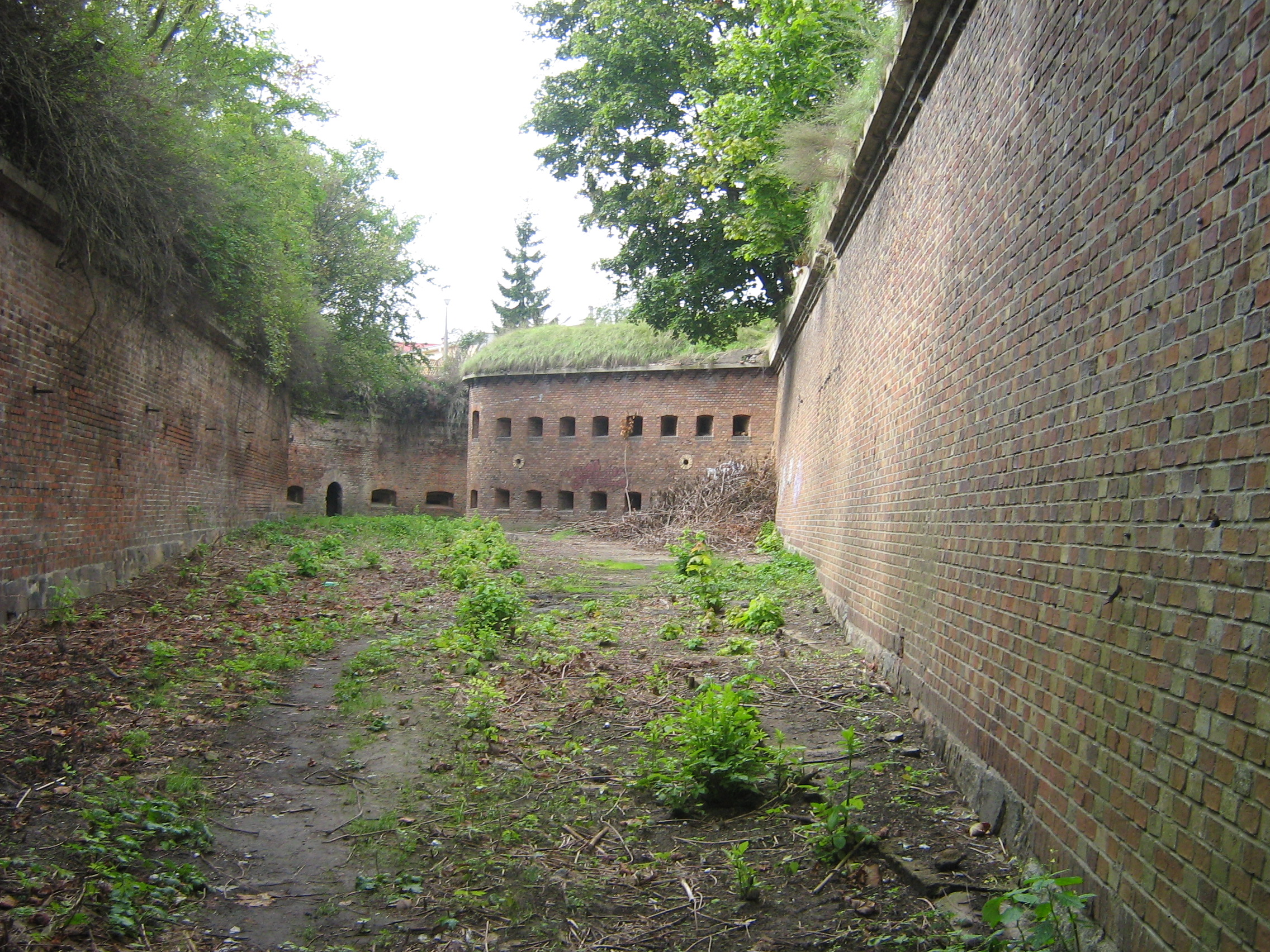
Zabytkowy fort, tzw. Szaniec Jezuicki przy ul. Kolonia Anielinki

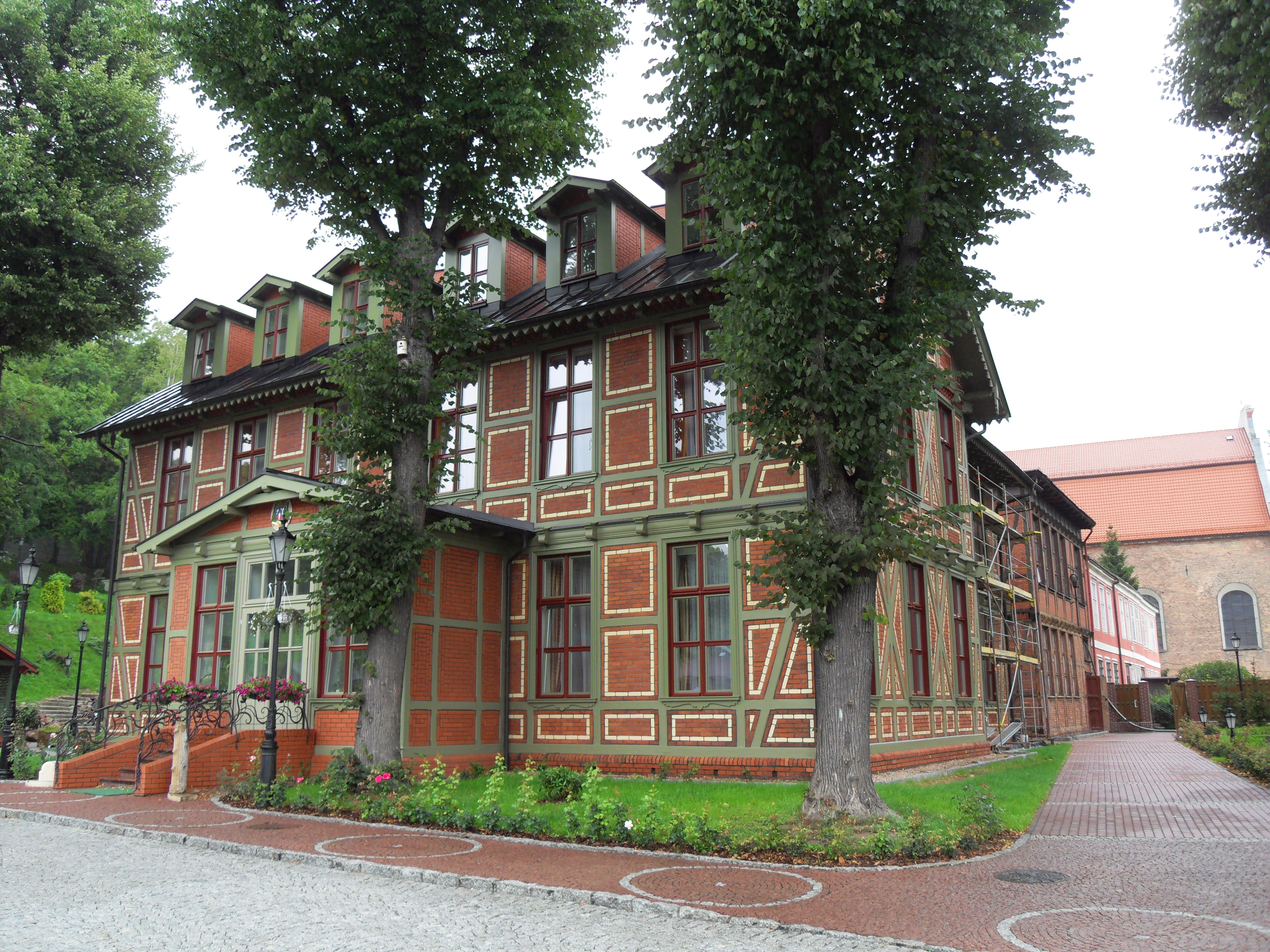
Zabytkowy zespół szkolny przy ul. Brzegi

Do 1277 były to grunty wsi książęcej Górka. Następnie Stare Szkoty były darowizną księcia Świętopełka na rzecz biskupa kujawskiego. Darowiznę potwierdził w osobnym dokumencie Mściwoj II w 1277. Od XVI w. osada zamieszkana była przez mennonitów, Żydów i Szkotów.
W 1592 sprowadzono jezuitów. W Kolegium Jezuickim studiowali Józef Wybicki i Jacek Józef Rybiński. Od połowy XVII wieku przy Trakcie św. Wojciecha istniał cmentarz, związany z pierwszym kościołem jezuickim w Starych Szkotach. Cmentarz ten został zamknięty po otwarciu w pobliżu w 1866 nowego cmentarza św. Ignacego.
Stare Szkoty zostały przyłączone w granice administracyjne miasta w 1814. Należą do okręgu historycznego Gdańsk.

### Zabytki i obiekty historyczne
- Kościół św. Ignacego Loyoli z lat 1747–1755, plebania z 1826
- Drewniana dzwonnica z 1777
- Szaniec Jezuicki z XIX wieku
- Cmentarz św. Ignacego założony w 1866
- Zespół szkolny, ul. Brzegi 50 A–51: szkoła katolicka i ewangelicka z 1827, magazyn szachulcowy z 1827, szkoła (Polska Szkoła Senacka) szachulcowa z 1900[7]